# هنري بيركنز
هنري بيركنز (بالإنجليزية: Henry Perkins)‏ (10 ديسمبر 1832 - 6 مايو 1916) هو لاعب كريكت بريطاني (وحمل سابقاً جنسية المملكة المتحدة لبريطانيا العظمى وأيرلندا).

## وصلات خارجية
- هنري بيركنز على موقع إي آس بي آن كريك إنفو (الإنجليزية)